# Stazione di trasmissione di Egelsbach
La stazione di trasmissione di Egelsbach è un'installazione militare dell'Esercito degli Stati Uniti in Germania dedicata alla raccolta e analisi dei segnali. Si trova in un'area boschiva nel paese di Egelsbach, non lontano da Francoforte sul Meno, ed è gestita dallo United States Army Europe.
Il sito viene utilizzato dalle forze armate statunitensi sin dalla fine della seconda guerra mondiale. Sono presenti 20 antenne ad onde corte e 4 radome. Vi sono inoltre degli edifici operativi. Il sito è sorvegliato dalla polizia militare statunitense e dai servizi di sicurezza locali ed è protetto da filo spinato e da una recinzione.